# Jeffrey Tambor
Jeffrey Michael Tambor (San Francisco, 8 luglio 1944) è un attore statunitense.
È noto principalmente per il suo ruolo di Maura nella serie TV Transparent, da cui si aggiudica un Golden Globe come miglior attore in una serie commedia o musicale, un Emmy Award come miglior attore in una serie commedia e uno Screen Actors Guild Award nella medesima categoria.
Nel novembre 2017, viene accusato da alcuni membri del cast e della troupe della serie tv Amazon Transparent, di essere un predatore sessuale. Pur negandolo, Tambor, due settimane dopo, decide di lasciare lo show.

## Biografia
Di famiglia ebraica conservatrice, originaria della Russia e dell'Ungheria, ha esordito come attore teatrale e con qualche partecipazione minore ad alcuni telefilm statunitensi della metà degli anni settanta (Kojak, M*A*S*H, I Roper, Tre cuori in affitto, Starsky & Hutch). È stato uno dei protagonisti di The Larry Sanders Show (1992-1998) e di Arrested Development - Ti presento i miei (2003-2006). Nel 2005 partecipa al film I Muppet e il mago di Oz.

## Filmografia parziale

### Cinema
- ...e giustizia per tutti (...And Justice for All), regia di Norman Jewison (1979)
- Brenda Starr - L'avventura in prima pagina (Brenda Starr), regia di Robert Ellis Miller (1989)
- Lisa... Sono qui per ucciderti (Lisa), regia di Gary Sherman (1989)
- Scappo dalla città - La vita, l'amore e le vacche (City Slickers), regia di Ron Underwood (1991)
- Che vita da cani! (Life Stinks), regia di Mel Brooks (1991)
- La casa sulle colline (A House in the Hills), regia di Ken Wiederhorn (1993)
- Pesi massimi (Heavyweights), regia di Steven Brill (1995)
- Il dottor Dolittle (Dr. Dolittle), regia di Betty Thomas (1998)
- Tutti pazzi per Mary (There's Something About Mary), regia di Peter e Bobby Farrelly (1998)
- Vi presento Joe Black (Meet Joe Black), regia di Martin Brest (1998)
- I Muppets venuti dallo spazio (Muppets from Space), regia di Tim Hill (1999)
- Killing Mrs. Tingle, regia di Kevin Williamson (1999)
- Ragazze interrotte (Girl, Interrupted), regia di James Mangold (1999)
- Pollock, regia di Ed Harris (2000)
- Il Grinch (Dr. Seuss' How the Grinch Stole Christmas), regia di Ron Howard (2000)
- BancoPaz (Scorched), regia di Gavin Grazer (2003)
- EuroTrip, regia di Jeff Schaffer (2004)
- Hellboy, regia di Guillermo del Toro (2004)
- Slipstream - Nella mente oscura di H. (Slipstream), regia di Anthony Hopkins (2007)
- Superhero - Il più dotato fra i supereroi (Superhero Movie), regia di Craig Mazin (2008)
- Hellboy: The Golden Army (Hellboy II: The Golden Army), regia di Guillermo del Toro (2008)
- Una notte da leoni (The Hangover), regia di Todd Phillips (2009)
- Il primo dei bugiardi (The Invention of Lying), regia di Ricky Gervais e Matthew Robinson (2009)
- Operation: Endgame, regia di Fouad Mikati (2010)
- Mosse vincenti (Win Win), regia di Thomas McCarthy (2011)
- Le regole della truffa (Flypaper), regia di Rob Minkoff (2011)
- Paul, regia di Greg Mottola (2011)
- Una notte da leoni 2 (The Hangover: Part II), regia di Todd Phillips (2011)
- I pinguini di Mr. Popper (Mr. Popper's Penguins), regia di Mark Waters (2011)
- Il marchio di sangue (Branded), regia di Jamie Bradshaw e Aleksandr Dulerayn (2012)
- Una notte da leoni 3 (The Hangover: Part III), regia di Todd Phillips (2013)
- Una notte da matricole (The D Train), regia di Jarrad Paul & Andrew Mogel (2015)
- The Accountant, regia di Gavin O'Connor (2016)
- 55 passi (55 Steps), regia di Bille August (2017)
- Morto Stalin, se ne fa un altro (The Death of Stalin), regia di Armando Iannucci (2017)
- Magic Camp di Mark Waters (2020)

### Televisione
- Starsky & Hutch – serie TV, episodio 4x11 (1978)
- I Roper (The Ropers) – serie TV, 28 episodi (1979-1980)
- Tre cuori in affitto (Three's Company) – serie TV, 3 episodi (1981–1982)
- Ai confini della realtà (The Twilight Zone) – serie TV, episodi 1x21-2x09 (1985-1986)
- La signora in giallo (Murder, She Wrote) – serie TV, episodio 4x13 (1988)
- L'uomo che catturò Eichmann (The Man Who Captured Eichmann), regia di William A. Graham – film TV (1996)
- Medium – serie TV, V serie episodio 16 (2008)
- Arrested Development - Ti presento i miei (Arrested Development) – serie TV, 68 episodi (2003-2013)
- Psych – serie TV, 2 episodi (2013)
- Phil Spector, regia di David Mamet – film TV (2013)
- Law & Order - Unità vittime speciali (Law & Order: Special Victims Unit) – serie TV, 4 episodi (2013-2014)
- The Good Wife – serie TV, 4 episodi (2013-2014)
- Transparent – serie TV, 40 episodi (2014-2017)

### Doppiatore
- Mignolo e Prof. – serie TV, 1 episodio (1995)
- SpongeBob - Il film (2004)
- Scooby-Doo Abracadabradoo (Scooby-Doo Abracadabra-Doo), regia di Spike Brandt e Tony Cervone (2010)
- Marco e Star contro le forze del male – serie TV (2015-in corso)
- Rapunzel - La serie (Tangled: The Series) - serie animata (2017-in corso)

## Doppiatori italiani
Nelle versioni in italiano delle opere in cui ha recitato, Jeffrey Tambor è stato doppiato da:
- Ambrogio Colombo in Law & Order - I due volti della giustizia, Law & Order - Unità vittime speciali (ep. 14x16, 15x03, 15x22), Phil Spector, Morto Stalin, se ne fa un altro, 55 passi
- Renato Cecchetto in Una notte da leoni, Una notte da leoni 2, Una notte da leoni 3, Psych, The Millers
- Angelo Nicotra in Vi presento Joe Black, Hellboy, Hellboy - The Golden Army, Il primo dei bugiardi, Paul
- Sandro Iovino in L'ora della rivincita, Oltre il ponte, L'uomo che catturò Eichmann, Law & Order - Unità vittime speciali (ep. 14x21)
- Franco Zucca in Pesi massimi, Killing Mrs. Tingle, Superhero - Il più dotato fra i supereroi, Mosse vincenti
- Pietro Biondi ne I racconti della cripta, Sotto il sole della Toscana, Le regole della truffa
- Giorgio Lopez in Get Well Soon, CSI - Scena del crimine, The Accountant
- Manlio De Angelis in ... e giustizia per tutti, Operation: Endgame
- Romano Ghini in Tutti pazzi per Mary, La casa sulle colline
- Raffaele Uzzi in Max Headroom, Dalle 9 alle 5, orario continuato
- Paolo Buglioni in Scappo dalla città - La vita, l'amore e le vacche, Benvenuti a Radioland
- Saverio Moriones in La figlia del mio capo, Benvenuti a The Captain
- Michele Kalamera ne I Muppet e il Mago di Oz, The Orville
- Alessandro Rossi in Ragazze interrotte
- Claudio De Davide in Robert Kennedy
- Walter Maestosi in La signora in giallo
- Massimo Giuliani in Starsky & Hutch
- Renato Mori ne I Muppets venuti dallo spazio
- Renato Cortesi ne Il Dottor Dolittle
- Dario De Grassi in The Practice - Professione avvocati
- Paolo Lombardi in Banco Paz
- Bruno Alessandro in Arrested Development - Ti presento i miei
- Toni Orlandi in Hill Street giorno e notte
- Massimo Milazzo in Entourage
- Oreste Rizzini in Una cotta importante
- Carlo Reali ne Il Grinch
- Mario Bombardieri in EuroTrip
- Luca Biagini in Medium
- Maurizio Scattorin in Slipstream - Nella mente oscura di H.
- Domenico Crescentini ne I pinguini di Mr. Popper
- Giorgio Locuratolo in Aiutami Hope
- Dante Biagioni in The Good Wife
- Stefano Albertini in Transparent
- Oliviero Dinelli in Una notte da matricole
- Carlo Valli in Magic Camp
- Leslie La Penna in Killing Mrs. Tingle (ridoppiaggio)

Da doppiatore è sostituito da:
- Massimo Milazzo in Scooby-Doo! Abracadabradoo
- Maurizio Scattorin in Batman
- Stefano Mondini in WordGirl
- Saverio Indrio in Spongebob - Il film
- Mino Caprio in Mostri contro alieni
- Ermavilo in Rapunzel
- Pino Insegno in Trolls
- Renato Cecchetto in Marco e Star contro le forze del male
- Carlo Scipioni in Rapunzel - La serie

## Riconoscimenti
- Golden Globe
  - 2015 - Miglior attore in una serie commedia o musicale per la sua interpretazione in Transparent
- Premio Emmy
  - 2015 - Miglior attore protagonista in una serie commedia per la sua interpretazione in Transparent
  - 2016 - Miglior attore protagonista in una serie commedia per la sua interpretazione in Transparent